# Dalia Grybauskaitė
Dalia Grybauskaite là Tổng thống thứ 8 của Litva từ năm 2009 đến năm 2019, bà được mệnh danh là Bà đầm thép vùng Baltic do quan điểm chống Nga gay gắt. Bà đạt học vị tiến sĩ Xã hội học và đai đen môn Karate. Bà gia nhập Đảng Cộng sản Liên Xô (CPSU) vào năm 1983 và là đảng viên cho đến tháng 12 năm 1989, sau đó là Đảng Cộng sản Litva (1989–1990. Trong giai đoạn 1983-1990, bà là giảng viên kinh tế chính trị tại trường của Đảng Cộng sản ở Vilnius. 
Bà đã rời khỏi Đảng Cộng sản trong bối cảnh diễn ra một sự biến kiểu cách mạng màu mang tên cách mạng Ca hát (Singing Revolution) dẫn đến quá trình Litva độc lập khỏi Liên Xô. Sau đó, trong lập trường ngoại giao, bà luôn luôn tỏ thái độ cứng rắn với các chính sách của Nga, đặc biệt là vấn đề Ukraina. Bà đã trở thành Tổng thống Lithuania đầu tiên tái đắc cử từ sau khi nước này tách khỏi Liên Xô năm 1991. Bà không lập gia đình, cũng như không có đảng phái chính trị đứng đằng sau. Các hoạt động tranh cử của bà được thực hiện độc lập. 
Về quan điểm chính trị và chính sách, bà Dalia Grybauskaitė chống Nga một cách toàn diện, từ những phát ngôn ngoại giao không khoan nhượng, các biện pháp trừng phạt kinh tế, hỗ trợ quân sự trực tiếp cho Ukraina, cho đến việc tích cực củng cố phòng tuyến NATO ở sườn phía đông. Lập trường này đã định hình chính sách đối ngoại của Litva trong suốt một thập kỷ và củng cố vị thế của bà như một trong những nhà lãnh đạo có quan điểm chống Nga quyết liệt nhất ở châu Âu. Ngay từ khi cuộc khủng hoảng Ukraina nổ ra từ năm 2014, bà Grybauskaitė là một trong những nhà lãnh đạo châu Âu ủng hộ chế độ Kiev mạnh mẽ nhất. Litva dưới sự lãnh đạo của bà là quốc gia đầu tiên công khai tuyên bố sẽ cung cấp vũ khí sát thương cho Ukraina vào cuối năm 2014 để giúp nước này tự vệ trước sự can thiệp của Nga. Đây là một động thái đi xa hơn nhiều so với các quốc gia châu Âu khác vào thời điểm đó, vốn chủ yếu chỉ hỗ trợ về mặt tinh thần hoặc phi sát thương. Bà là người tích cực vận động cho các biện pháp trừng phạt cứng rắn nhất của Liên minh châu Âu (EU) đối với Nga sau vụ sáp nhập Crimea và các hành động ở miền đông Ukraina. Bà liên tục và mạnh mẽ yêu cầu Hoa Kỳ và NATO triển khai thêm binh lính và khí tài quân sự trên lãnh thổ Litva và các nước Baltic khác để răn đe đối với Nga. Bà nhấn mạnh rằng sự hiện diện này không chỉ để răn đe mà còn để bảo vệ trước Nga.